# Línea NL1 (Interurbanos Lérida)
La línea NL1 de la red de autobuses interurbanos de Lérida es una línea nocturna que funciona solo las noches de los sábados para poder desplazarse desde la ciudad a poblaciones cercanas o viceversa con una duración aproximada de una hora.

## Recorrido
| parada               | Hora Exp.1 | Hora Exp.2 | Hora Exp.3 | Hora Exp.4 | enlaces       |
| -------------------- | ---------- | ---------- | ---------- | ---------- | ------------- |
| Lérida               | 22:45      | 00:45      | 02:45      | 04:45      |               |
| WONDER               | 22:50      | 00:50      | 02:50      | 04:50      | 11B 19 Wonder |
| Alcarrás             | 22:56      | 00:56      | 02:56      | 04:56      |               |
| Torres de Segre      | 23:03      | 01:03      | 03:03      | 05:03      |               |
| Soses                | 23:10      | 01:10      | 03:10      | 05:10      |               |
| Aitona               | 23:22      | 01:22      | 03:22      | 05:22      |               |
| Serós                | 23:25      | 01:25      | 03:25      | 05:25      |               |
| Masalcorreig         | 23:35      | 01:35      | 03:35      | 05:35      |               |
| La Granja de Escarpe | 23:45      | 01:45      | 03:45      | 05:45      |               |

| parada               | Hora Exp.1 | Hora Exp.2 | Hora Exp.3 | Hora Exp.4 | enlaces       |
| -------------------- | ---------- | ---------- | ---------- | ---------- | ------------- |
| La Granja de Escarpe | 23:45      | 01:45      | 03:45      | 05:45      |               |
| Masalcorreig         | 23:53      | 01:53      | 03:53      | 05:53      |               |
| Serós                | 00:02      | 02:02      | 04:02      | 06:02      |               |
| Aitona               | 00:08      | 02:08      | 04:08      | 06:08      |               |
| Soses                | 00:15      | 02:15      | 04:15      | 06:15      |               |
| Torres de Segre      | 00:22      | 02:22      | 04:22      | 06:22      |               |
| Alcarrás             | 00:29      | 02:29      | 04:29      | 06:29      |               |
| WONDER               | 00:35      | 02:35      | 04:35      | 06:35      | 11B 19 Wonder |
| Lérida               | 00:45      | 02:45      | 04:45      | 06:45      |               |